# Siebenmühlental

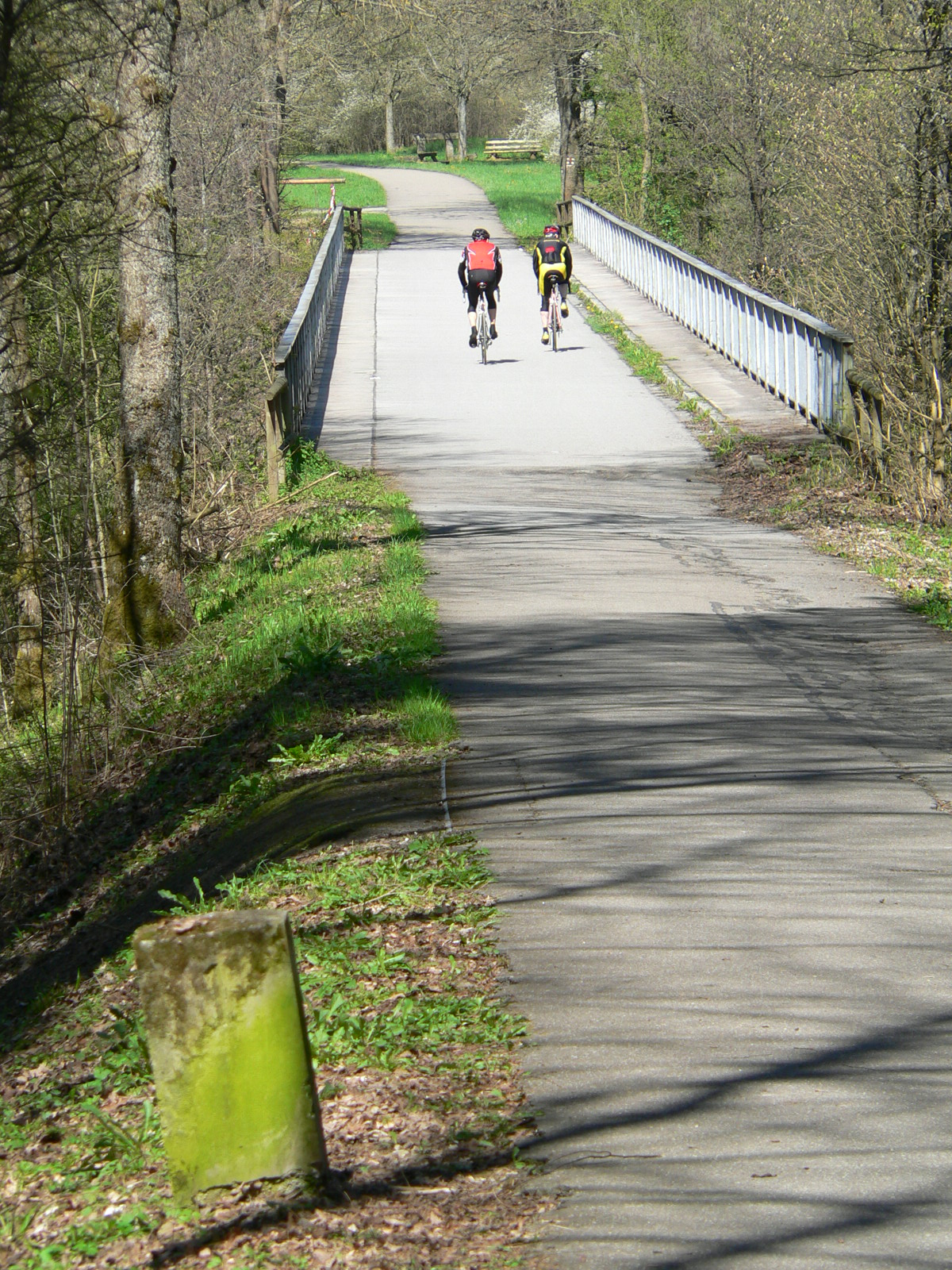
Het Bondswandelpad

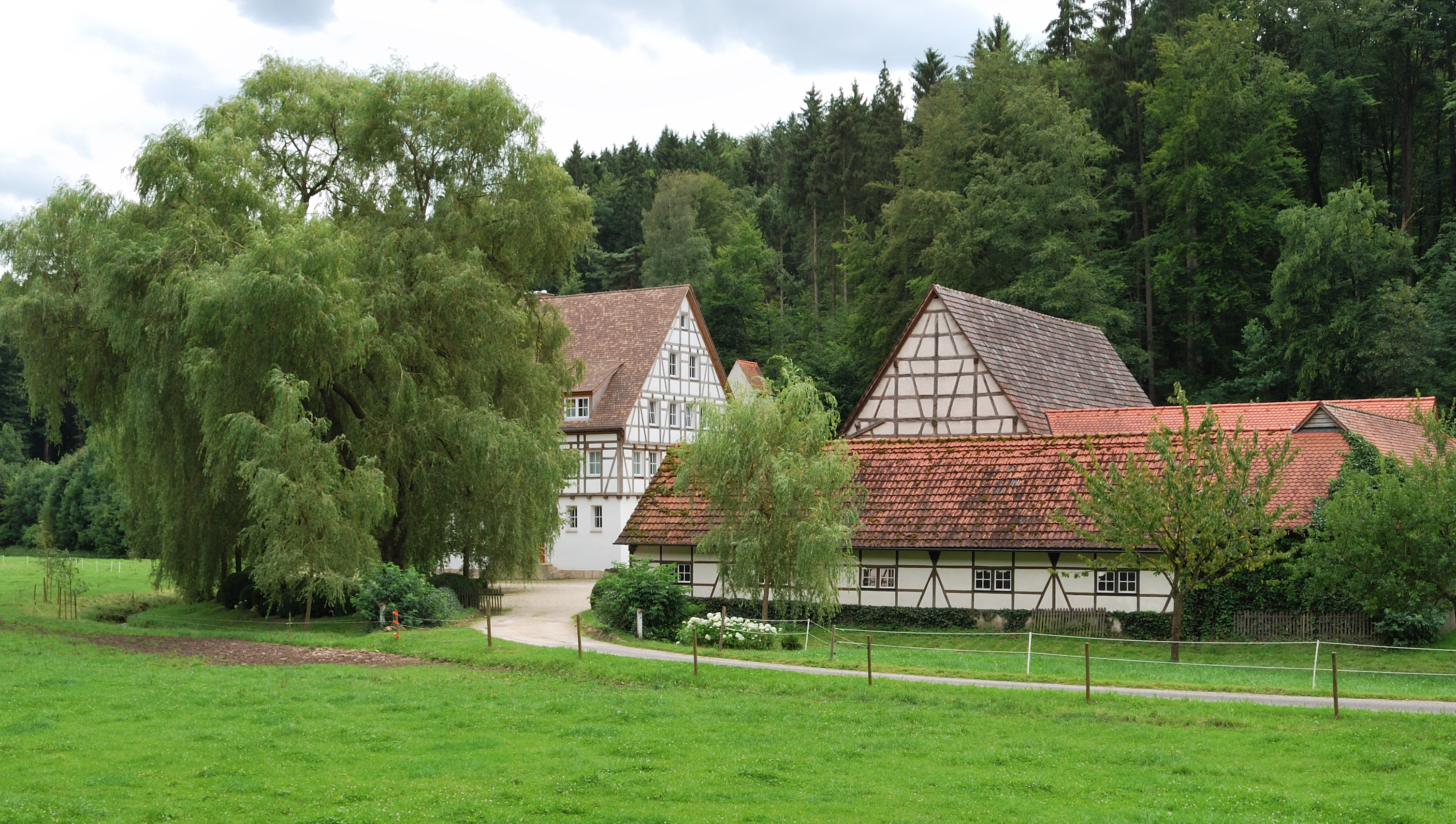
Schlechtenmühle

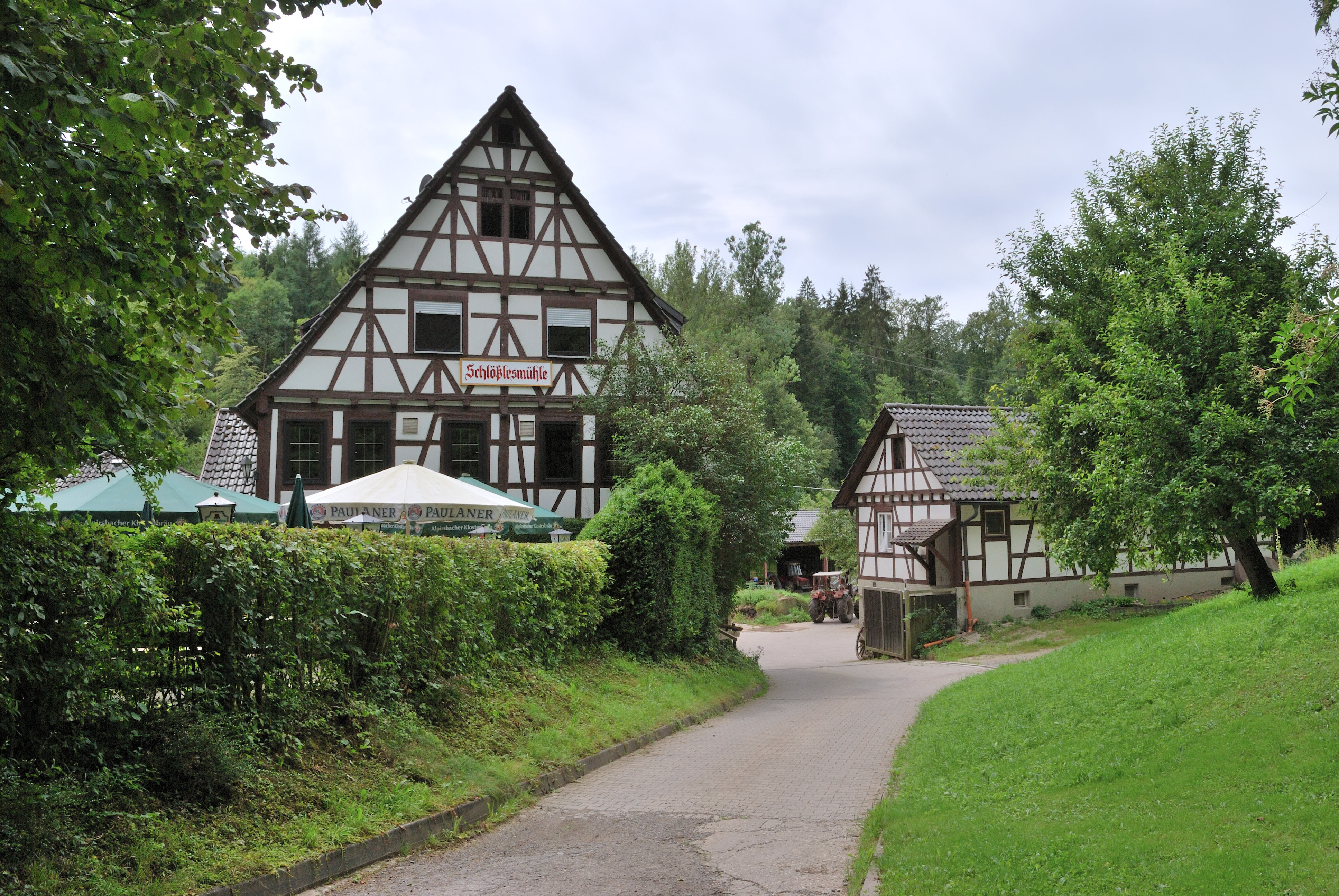
Schlösslesmühle

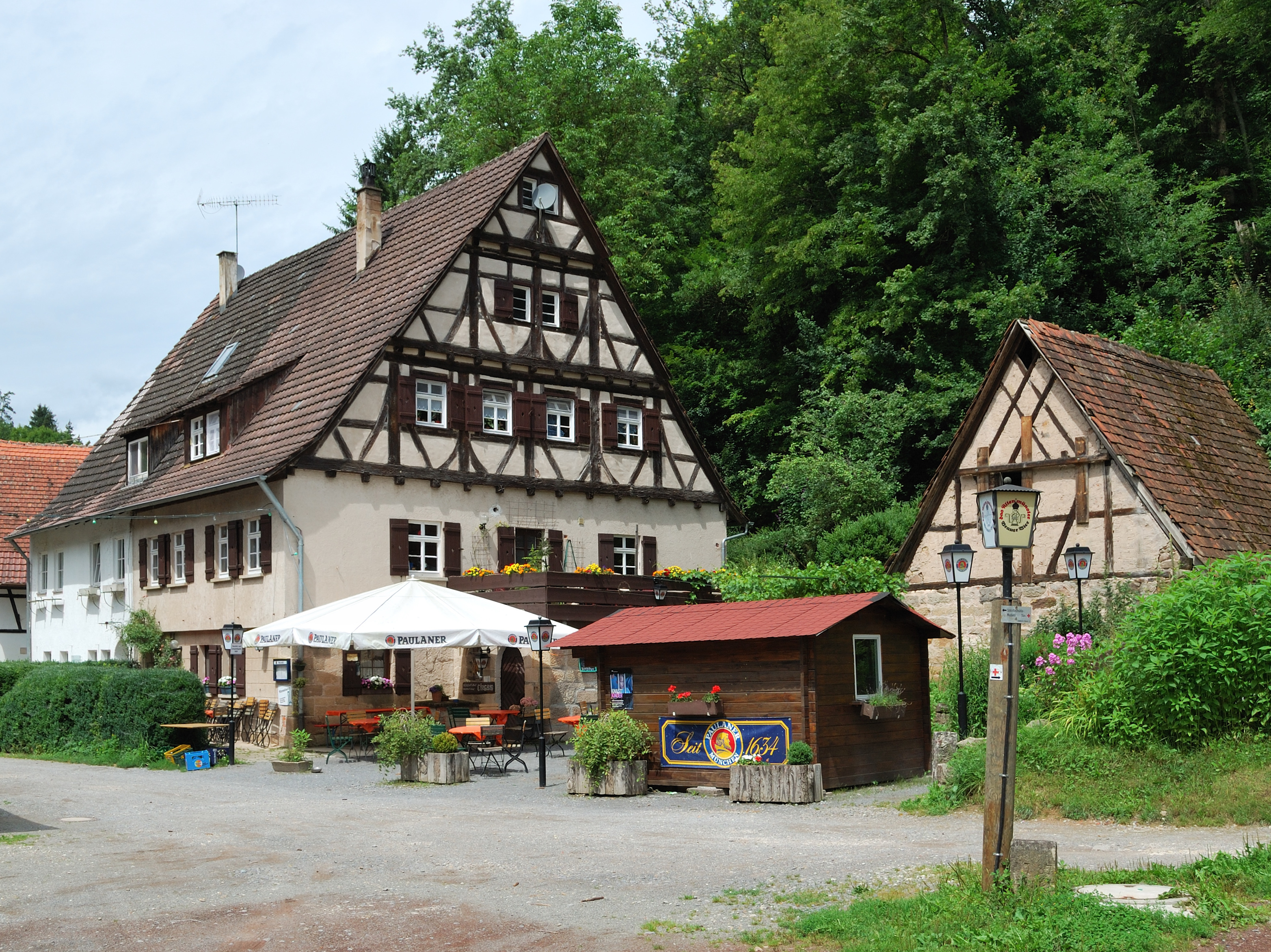
Kochenmühle

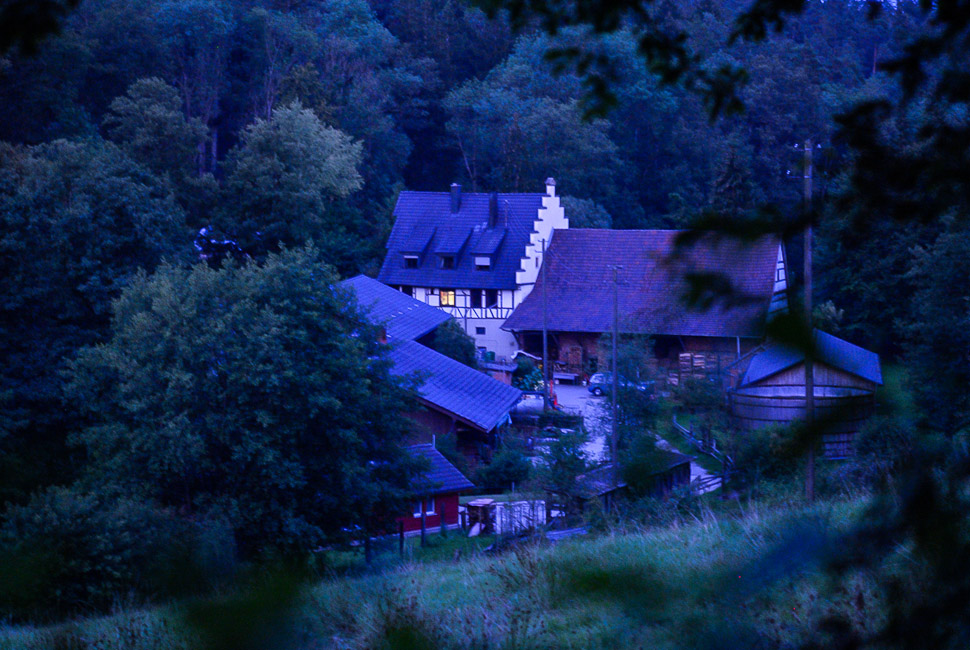
Schlößlesmühle in de schemering

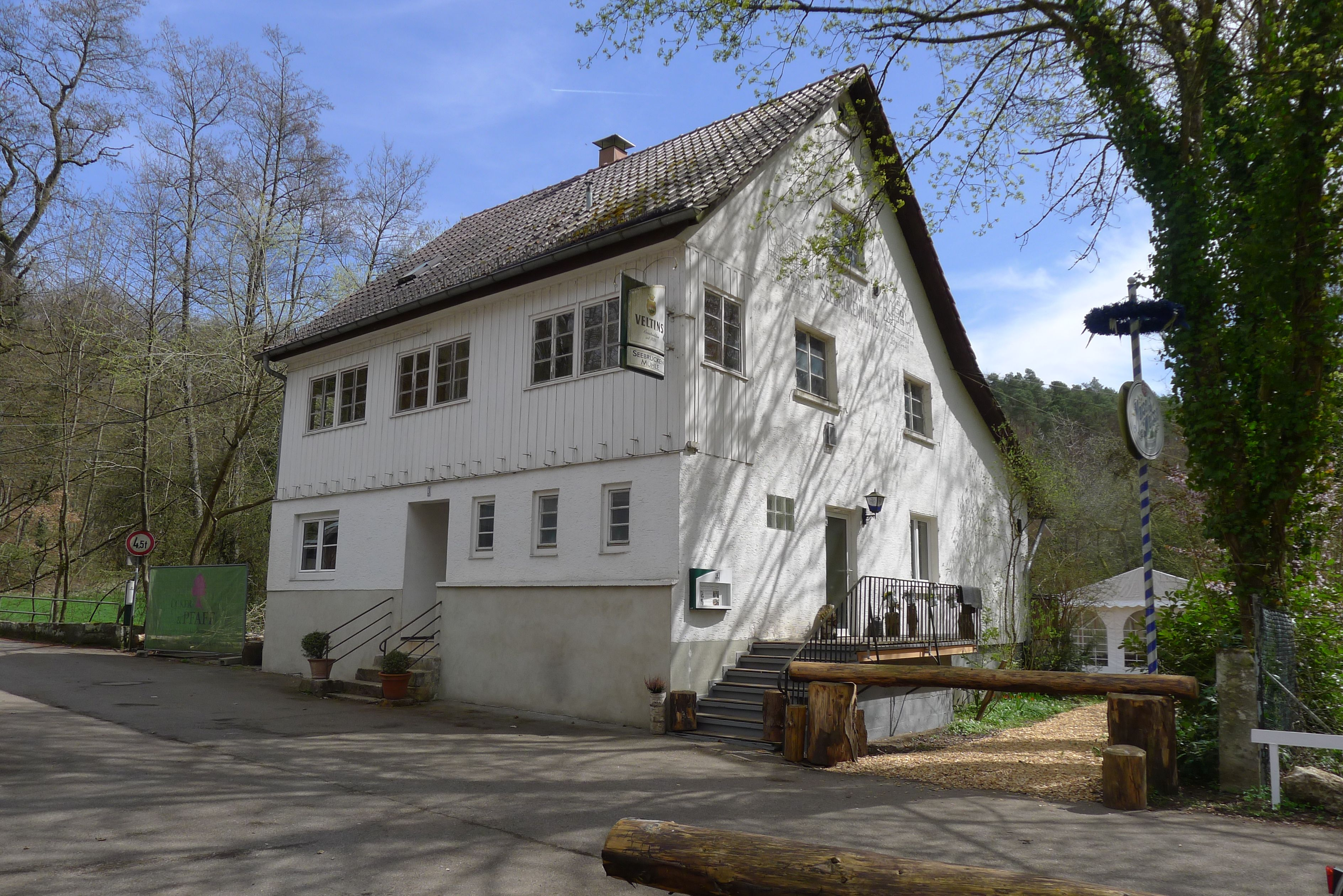
Seebruckenmühle

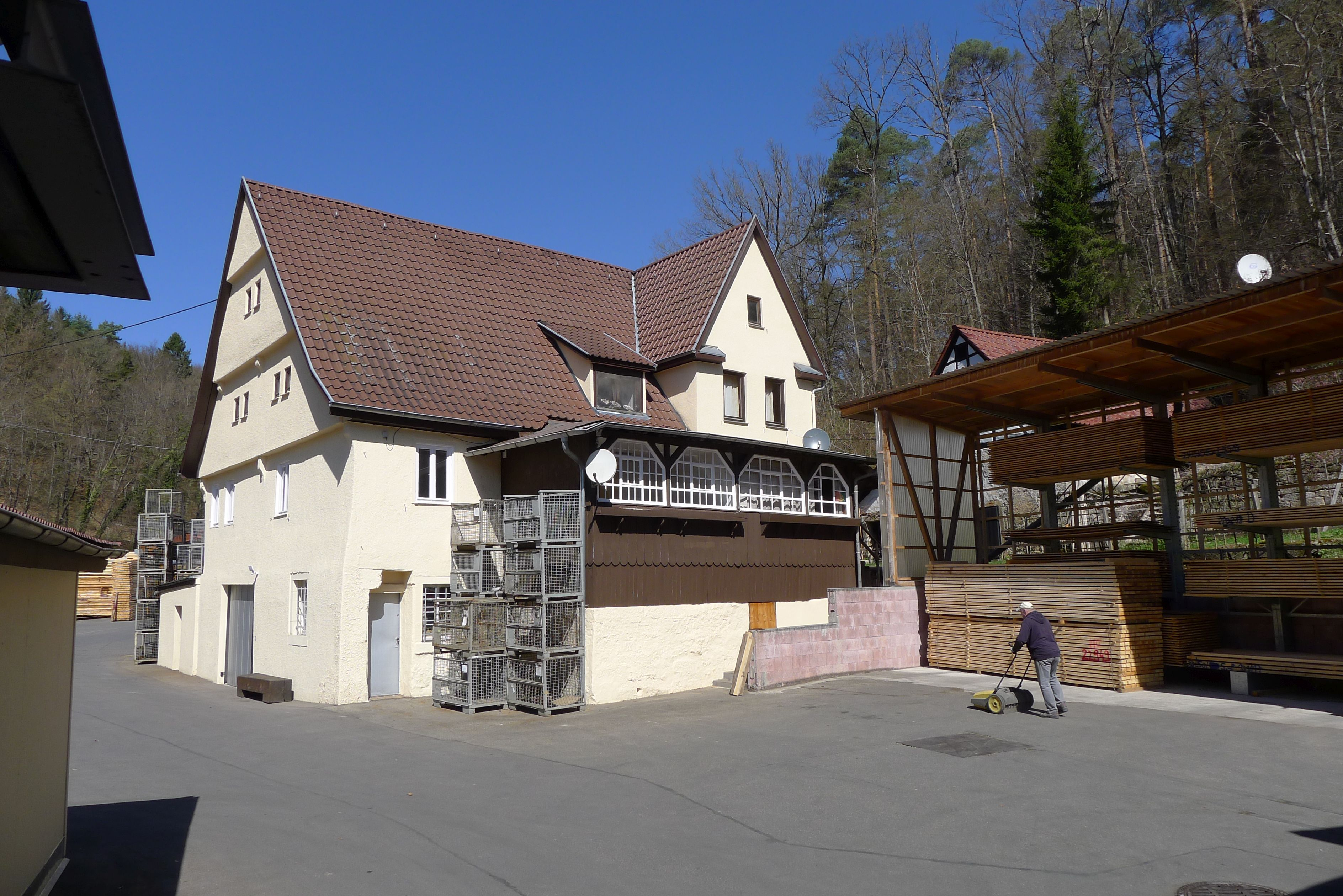
Untere Kleinmichelesmühle

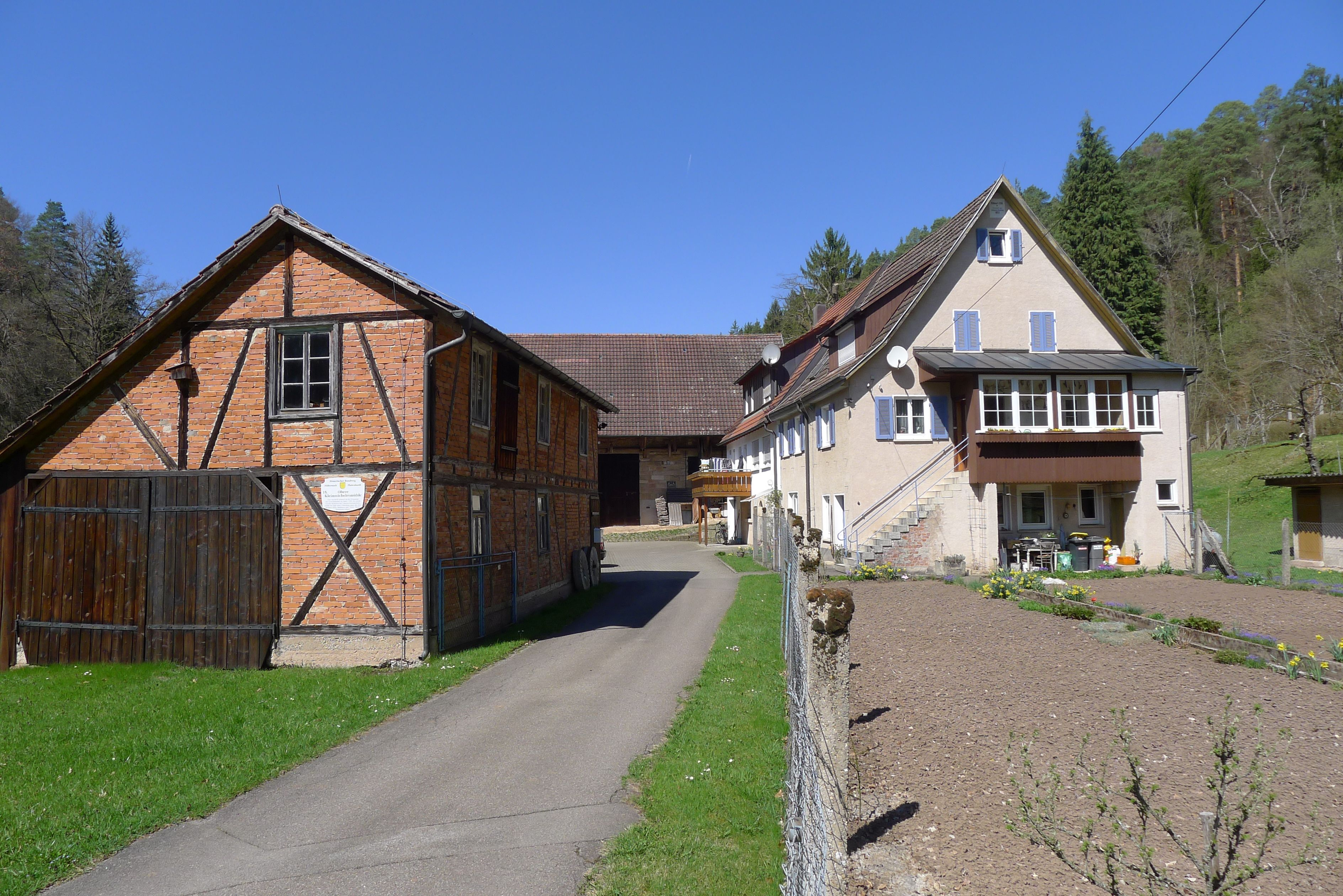
Obere Kleinmichelesmühle

Het Siebenmühlental is het beekdal van de Reichenbach dat ligt tussen Musberg, een stadsdeel van Leinfelden-Echterdingen in de Landkreis Esslingen en Waldenbuch aan de oostgrens van de Landkreis Böblingen in Zuidwest Duitsland. Het dankt zijn naam aan de zeven mulin im Richenbach (molens aan de Reichenbach) die in 1383 in een oorkonde werden genoemd. In de periode daarna werden daar nog zes aan toegevoegd, waarvan er twee niet meer bestaan.
Oorspronkelijk werd het dal aangeduid met Reichenbachtal, genoemd naar de Reichenbach, de beek die uiteindelijk alle elf molens aandreef. De naam Siebenmühlental werd in de jaren dertig van de 20e eeuw gekozen in een poging het gebied voor toerisme te ontsluiten en interessant te maken, om het economisch rendabel te maken. Behalve de Eselsmühle (en op zondagmiddag de Mäulesmühle) wordt in geen van de molens nog graan gemalen en in de Untere Kleinmichelesmühle en de Burkhardtsmühle zijn houtzagerijen gevestigd.

## Geografische ligging
In het noorden grenzend aan het Naturpark Schönbuch vanaf de samenkomst van de Schmellbach en de Mahdenbach, noordwestelijk van Musberg, volgt het dal over een afstand van ongeveer tien kilometer steeds de loop van de beek Reichenbach die aan het zuidoostelijke einde ten zuiden van de tuin van Burkhardmühle 8 in Waldenbuch in de rivier de Aich uitmondt.

## Historische bezienswaardigheden
In het Siebenmühlental zijn de gebouwen te vinden van elf voormalige wateraangedreven korenmolens en houtmolens, de volgorde is stroomafwaarts, tussen haakjes de huidige functie(s):
- Obere Mühle (agrarisch)
- Eselsmühle (horeca, agrarisch, maalbedrijf en bakkerij)
- Mäulesmühle (museum, theater en horeca)
- Seebruckenmühle (te huur voor groepen)
- Schlechtenmühle (agrarisch)
- Schlösslesmühle (horeca en agrarisch)
- Walzenmühle (agrarisch)
- Kochenmühle (horeca en agrarisch)
- Obere Kleinmichelesmühle
- Untere Kleinmichelesmühle (houtzagerij)
- Burkhardtsmühle (horeca en houtzagerij)

De namen van de molens stammen meestal af van de familienamen van hun eigenaren of zijn op een andere manier door de omstandigheden gekozen: de Obere Mühle, aan het begin van de beek, heette eerst Mohrenmühle, naar de familie Mor of Mohr die haar bestuurde en later ook nog Laxenmühle naar de familie Lax. De molen die door de familie Mayle bestuurd werd heette Mayles Mühle en dat werd uiteindelijk verbasterd tot Mäulesmühle, maar toen de bezitter wisselde heeft de molen ook Metzgersmühle en Jörglesmühle geheten. De familie Schlecht bezat de Schlechtenmühle die onder bezit van een andere familie ook Herbotsmühle heeft geheten. De Kochenmühle heette aanvankelijk Janowitzer Mühle en later ook Tumbsche Mühle. De Eselsmühle heeft aanvankelijk ook Karlesmühle geheten en bij de Seebrückenmühle bevonden zich ooit twee meren waartussen de brug van de Alte Schweizer Strasse (B27, tegenwoordig de L1208) lag, de Schlösslesmühle kreeg deze naam in 1747 vanwege enkele statige kenmerken waarmee deze was gebouwd, maar heette eerst Doktorsmühle en later Kielmannsmühle.
De elf molens liggen verspreid over drie markes, het grootste deel op die van Leinfelden-Echterdingen, maar ook op de marke van Filderstadt en van Waldenbuch.

## Bondswandelpad langs voormalig spoor
De Siebenmühlentalbahn was van 23 juni 1928 tot 1955/1956 een zijspoor van de Deutsche Reichsbahn, dat van Stuttgart-Vaihingen via Leinfelden tot aan Waldenbuch via het Siebenmühlental liep. Over dit voormalige spoortracé loopt nu een geasfalteerd wandelpad, dat nog steeds eigendom is van de spoorwegen en daarom de voor Duitse begrippen merkwaardige naam Bondswandelpad (Bundeswanderweg) heeft. Aan dit pad zijn nog twee oude stations te vinden die dienstdeden aan de spoorlijn, in Musberg in het noorden en in Steinenbronn in het midden. Ook zijn er nog twee stenen kilometerpalen behouden gebleven. Een daarvan staat nu net na de brug bij de Mäulesmühle, links voor op de bovenste foto te zien. De andere is te vinden vlak voor het voormalige station Steinenbronn. Beide duiden nu afstanden van het wandelpad aan, dit begint net na het stationsgebouw van Musberg.

## Wintersport
De Hauberg, tussen Musberg en Steinenbronn, was tussen de jaren twintig van de 20e eeuw en 1995 een regionaal bekend centrum voor skisport. Vlak bij de Obere Mühle werd een sleeplift voor skiërs aangelegd die tussen 1965 en 1995 heeft dienstgedaan. De restanten zijn nog altijd zichtbaar. Het uiteindelijke record van 45 meter op deze schans werd gesprongen door Georg Thoma, Duits kampioen skispringen.

## Natuurgebied
Het Siebenmühlental valt onder het natuurgebied Schönbuch en Glemswald en hoort geologisch tot het Keuperbergland. Al sinds 1960 valt het dal onder natuurbescherming, het is een ecologisch waardevol natuurgebied. Er komen zeldzame dieren voor, zoals de beekprik en drie vleermuissoorten, en planten, zoals orchideeën, Europese trollius en orchis. De regering in Stuttgart heeft per besluit van 6 oktober 2010 het Siebenmühlental als natuurgebied met gebiedsnummer 1276 aangewezen. Het dal biedt een leefgebied aan 200 plantensoorten, 80 vogelsoorten, 14 reptiel- en amfibiesoorten en meer dan 50 dag- en nachtvlindersoorten. Het natuurgebied heeft een oppervlakte van 98,5 hectare, verdeeld over Landkreis Esslingen (52,6 ha) en Landkreis Böblingen (45,8 ha).

## In het dal

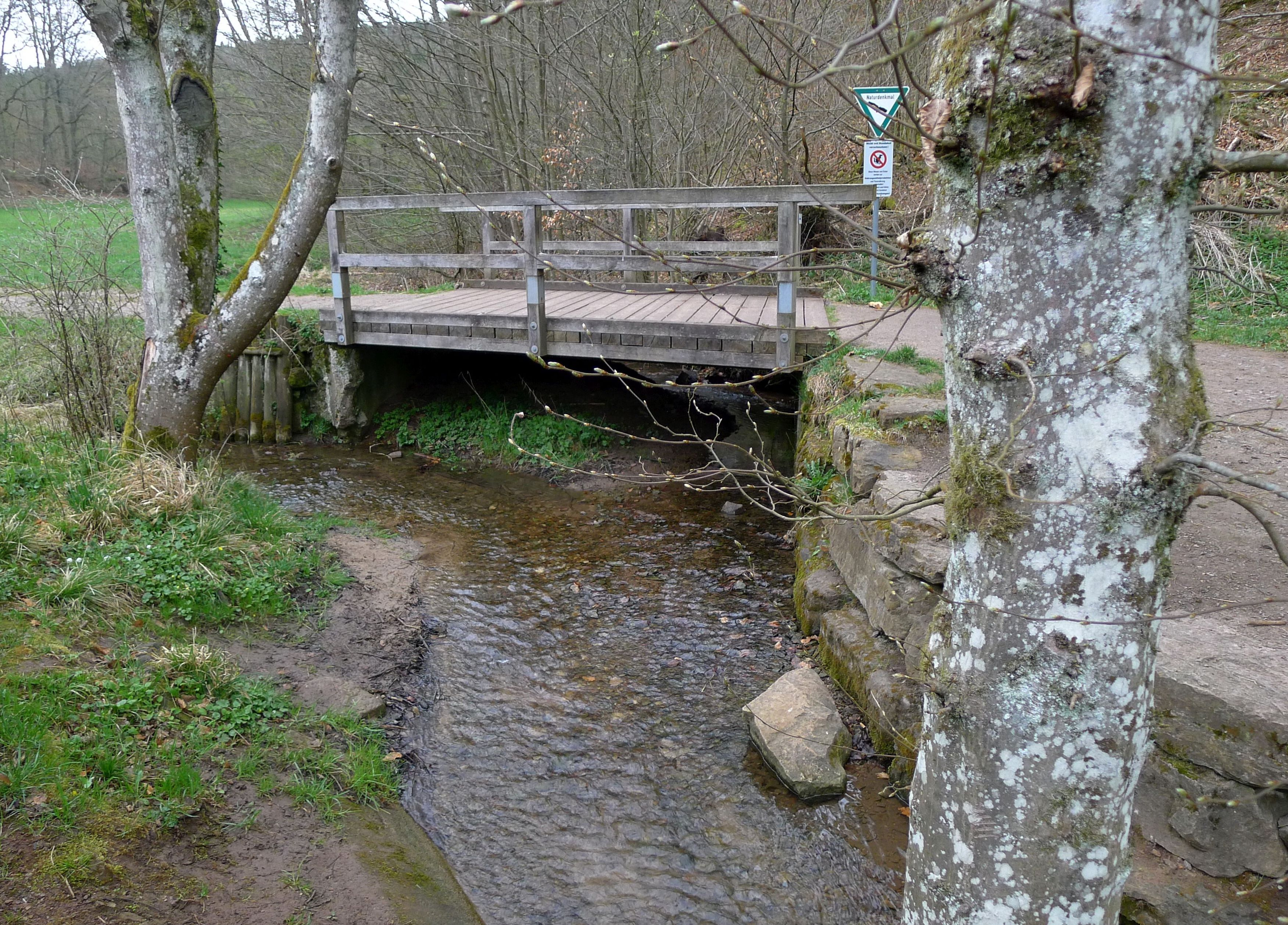
De oorsprong van de Reichenbach (voor)
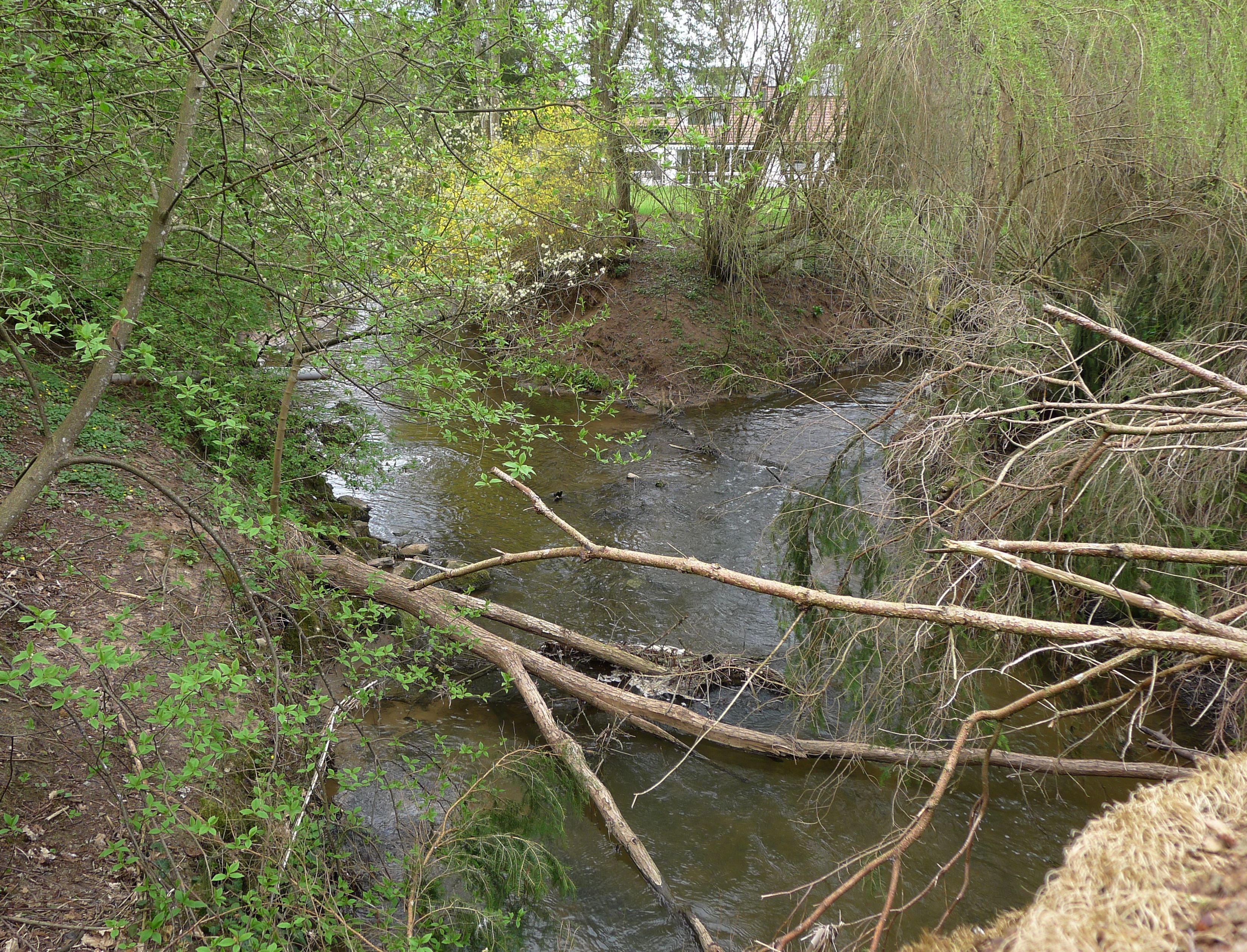
De Reichenbach (rechts) mondt uit in de Aich
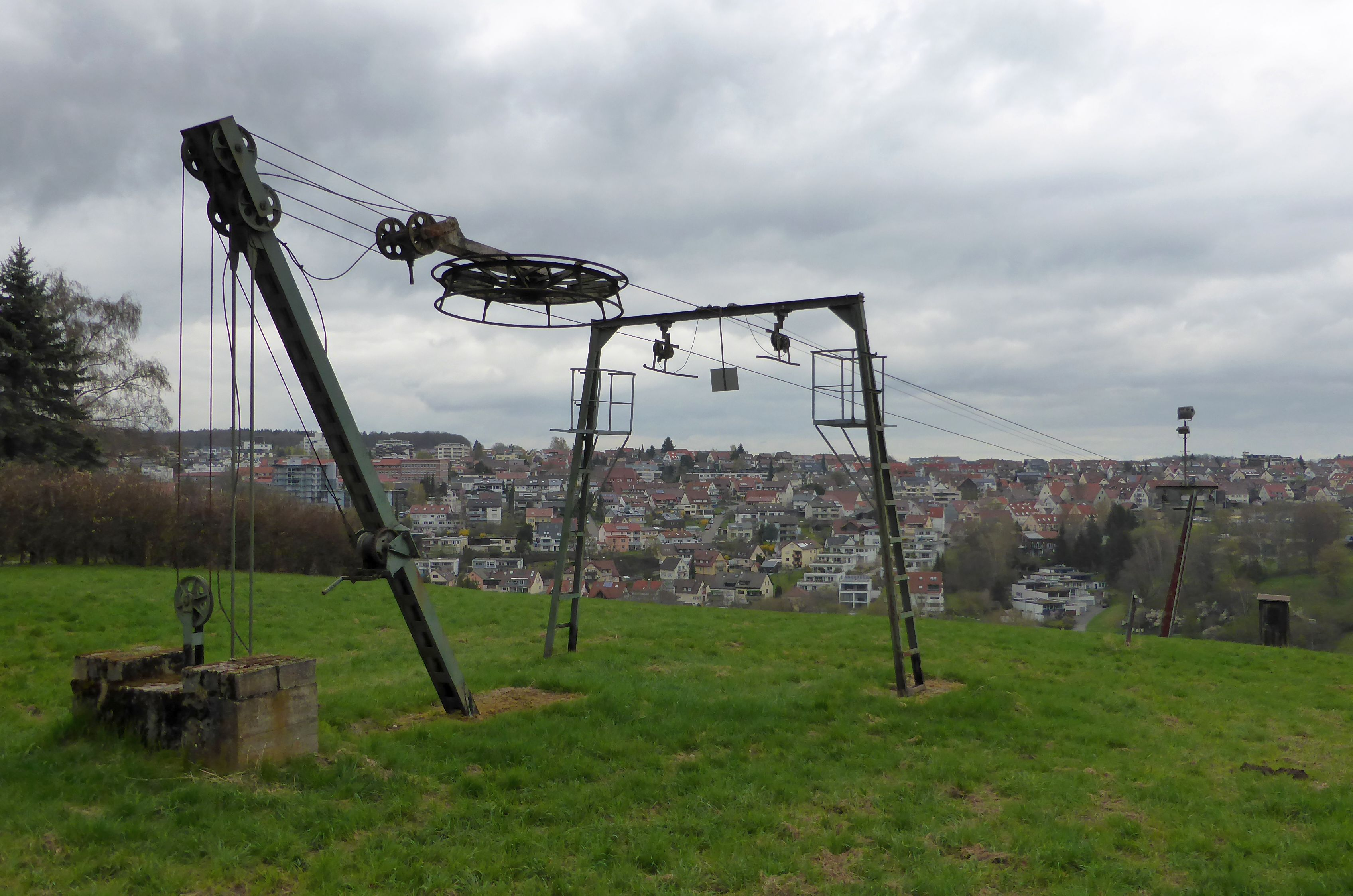
Restanten van de skilift (boven)
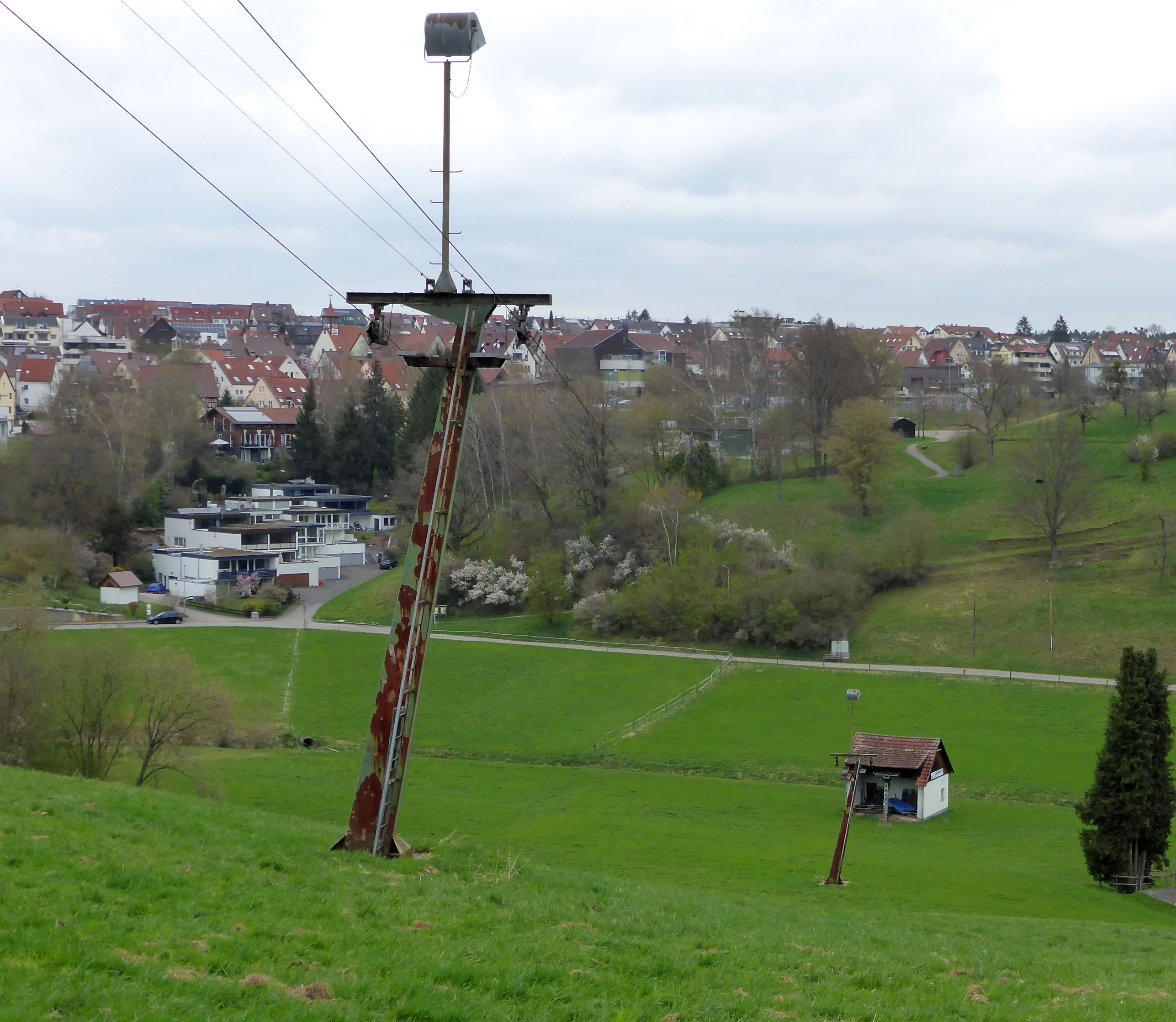
Restanten van de skilift (beneden)
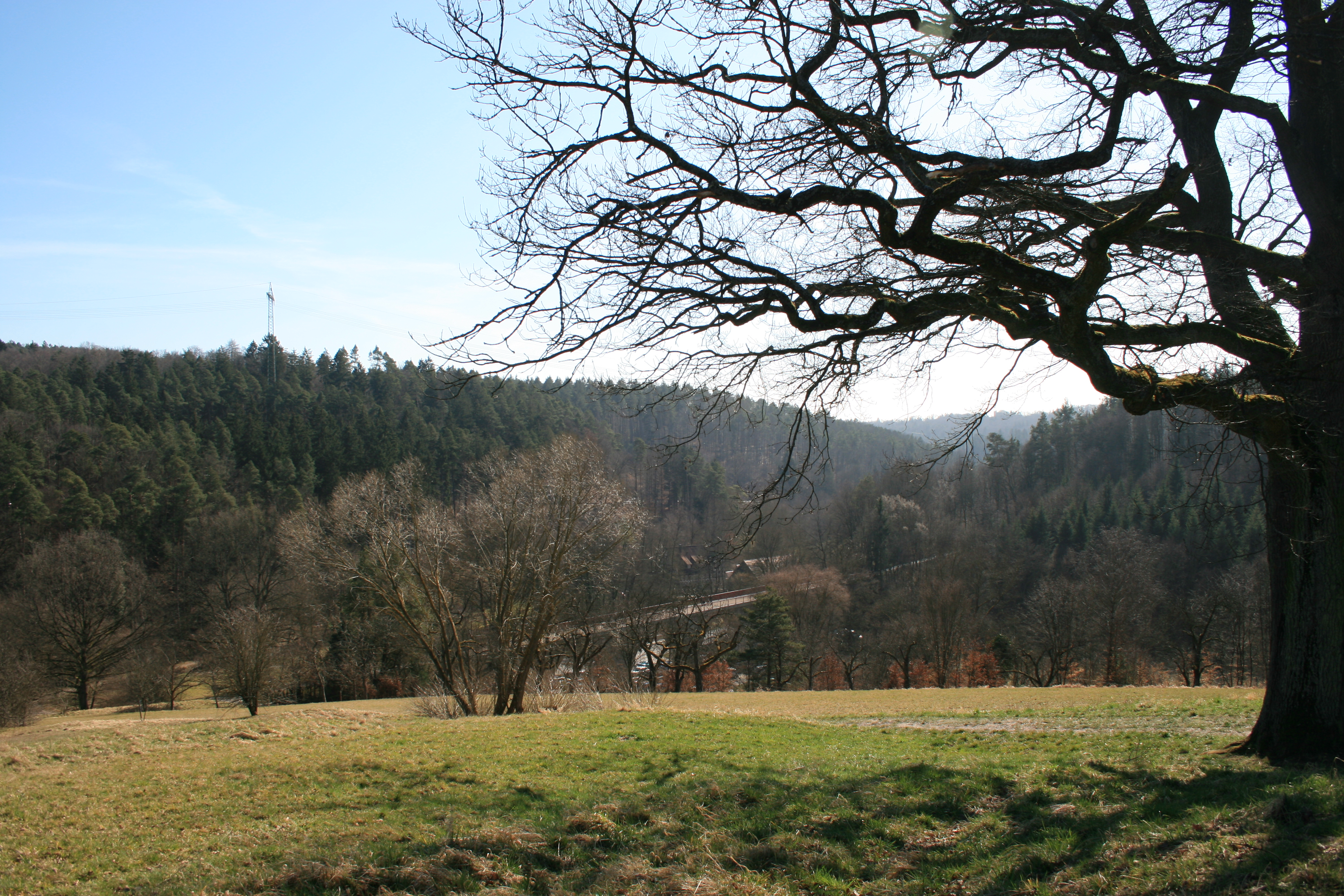
Het Bondswandelpad (vanaf Musberg)
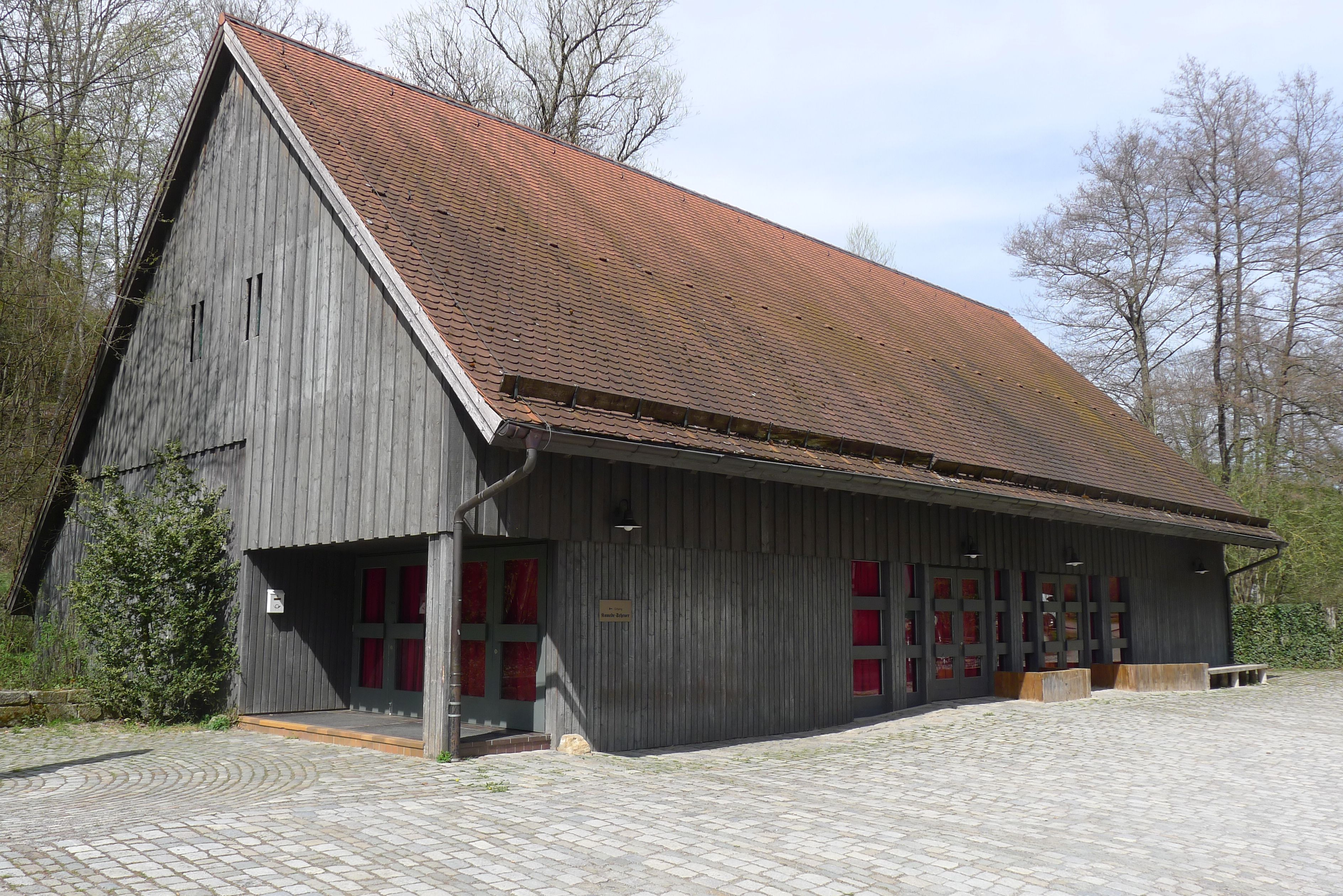
De Komede-Scheuer bij de Mäulesmühle

## Externe adressen
- Siebenmühlental Geraadpleegd op 1 juni 2010
- Siebenmühlental Geraadpleegd op 1 juni 2010
- Siebenmühlental-Touristik Geraadpleegd op 1 juni 2010